# Michael Schenk (Schauspieler)
Michael Schenk (* 21. Dezember 1965 in Osnabrück) ist ein deutscher Schauspieler.

## Leben
Michael Schenk wurde von 1988 bis 1992 in der Staatlichen Hochschule für Musik und Darstellende Kunst Stuttgart ausgebildet. Er spielte vor seiner Fernsehlaufbahn in Potsdam am Hans Otto Theater (1992–1993), in Stendal am Theater der Altmark (1993–1996) und in Berlin am Theater am Halleschen Ufer (1997/1998). 
Seit 1998 spielte er bei einigen Kinoproduktionen mit, unter anderem in Nichts als die Wahrheit (1999), Duell – Enemy at the Gates (2001), Napola – Elite für den Führer (2004), München (2005), Der Baader Meinhof Komplex (2008), Das weiße Band – Eine deutsche Kindergeschichte (2009), Zeiten ändern dich (2010), Die Friseuse (2010) und Hindenburg (2011).
Außerdem trat Schenk in vielen Fernsehfilmen- und serien auf, zum Beispiel SK Kölsch, mehreren Tatort-Folgen und Stolberg. Als Drehbuchautor schrieb er die Vorlage zum Fernsehfilm Ein guter Sommer (2011) und erhielt dafür den Grimme-Preis 2012.

## Theater
- 1992–1993: Engagement am Hans Otto Theater, Potsdam
- 1993–1996: Engagement am Theater der Altmark, Stendal
- 1997–1998: Freie Theaterproduktionen (u. a.): DT-Baracke, Theater am Halleschen Ufer, Berlin
- 2004: Einfach das Ende der Welt (Juste la fin du monde), Regie: Ingo Kerkhof, Düsseldorfer Schauspielhaus/FFT

## Filmografie
- 1998: Babyraub – Kinder fremder Mächte
- 1999: Der Fahnder (Fernsehserie, Folge Gut oder Böse)
- 1999: Drei Gauner, ein Baby und die Liebe
- 1999: Nichts als die Wahrheit
- 1999–2005: Im Namen des Gesetzes (Fernsehserie, verschiedene Rollen, 2 Folgen)
- 2000: Siska (Fernsehserie, Folge Mord frei Haus)
- 2001: Das Baby–Komplott
- 2001: Duell – Enemy at the Gates (Enemy at the Gates)
- 2001: SK Kölsch (Fernsehserie, Folge Tour de Cologne)
- 2001: Endstation Tanke
- 2001: Finnlandia
- 2001: Viktor Vogel – Commercial Man
- 2002: Tatort – Undercover (Fernsehreihe)
- 2003: Die Kurve (Kurzfilm)
- 2003: Die Sitte (Fernsehserie, Folge Blindes Verlangen)
- 2002–2003: Ritas Welt (Fernsehserie, Folgen Der Fluch, Gigantentreffen, Zwei auf gleichem Weg und Männerstreit)
- 2004: Das Kommando
- 2004–2011: Ein Fall für zwei (Fernsehserie, verschiedene Rollen, 2 Folgen)
- 2004–2011: Küstenwache (Fernsehserie, verschiedene Rollen, 2 Folgen)
- 2004: Napola – Elite für den Führer
- 2005: München (Munich)
- 2005–2019: SOKO Wismar (Fernsehserie, verschiedene Rollen, 2 Folgen)
- 2005: Unter Verdacht (Fernsehreihe, Folge Willkommen im Club)
- 2005: Videotagebuch von Dennis Gansel
- 2006: Der beste Lehrer der Welt
- 2006: Nicht alle waren Mörder
- 2006: Tatort – Unter Kontrolle
- 2007: Die Frau vom Checkpoint Charlie
- 2007: Die Weihnachtswette
- 2007: Ein starkes Team – Stumme Wut (Fernsehreihe)
- 2007: GSG 9 – Ihr Einsatz ist ihr Leben (Fernsehserie, Folge Bauernopfer)
- 2007: KDD – Kriminaldauerdienst (Fernsehserie, Folge Am Ende des Weges)
- 2007: Windland
- 2008: Bella Block: Reise nach China (Fernsehreihe)
- 2008: Der Baader Meinhof Komplex
- 2008: Der Kriminalist (Fernsehserie, Folge Ruhe in Frieden)
- 2008: Der Vorleser (The Reader)
- 2008: Die Anwälte (Fernsehserie, Folge Leben und Tod)
- 2008: Kommissar Stolberg (Fernsehserie, Folge Eisprinzessin)
- 2008: Leo und Marie – Eine Weihnachtsliebe
- 2008: Unschuldig (Fernsehserie, Folge Machtspiele)
- 2009: Das weiße Band – Eine deutsche Kindergeschichte
- 2009: Der Landarzt (Fernsehserie, Folge Schusswechsel)
- 2009: Krupp – Eine deutsche Familie (Fernsehdreiteiler)
- 2009–2024: SOKO Leipzig (Fernsehserie, 7 Folgen)
- 2009: Tatort – Platt gemacht
- 2010: Zeiten ändern dich
- 2010: Polizeiruf 110 – Schatten (Fernsehreihe)
- 2010–2013: SOKO Köln (Fernsehserie, verschiedene Rollen, 2 Folgen)
- 2011–2013: Notruf Hafenkante (Fernsehserie, verschiedene Rollen, 2 Folgen)
- 2011: Ein guter Sommer (auch Drehbuch)
- 2011: Hindenburg
- 2012: Die Vermessung der Welt
- 2012: White Tiger – Die große Panzerschlacht
- 2012: Wir wollten aufs Meer
- 2012–2017: SOKO Stuttgart (Fernsehserie, verschiedene Rollen, 2 Folgen)
- 2013: Das Adlon. Eine Familiensaga (Fernsehdreiteiler)
- 2013: Der letzte Bulle (Fernsehserie, Folge Unsere kleine Straße)
- 2013: Heldt (Fernsehserie, Folge Gefährliches Spielzeug)
- seit 2013: Der Taunuskrimi (Fernsehreihe)
  - 2013: Schneewittchen muss sterben
  - 2013: Eine unbeliebte Frau
  - 2014: Mordsfreunde
  - 2015: Tiefe Wunden
  - 2015: Wer Wind sät
  - 2016: Böser Wolf (Zweiteiler)
  - 2017: Die Lebenden und die Toten (Zweiteiler)
  - 2018: Im Wald (Zweiteiler)
  - 2022: Muttertag (Zweiteiler)
- 2013: Tod einer Polizistin
- 2013: Wilsberg – Die Entführung (Fernsehreihe)
- 2013: Tatort – Borowski und der brennende Mann
- 2014: Der Staatsanwalt (Fernsehserie, Folge Vaterliebe)
- 2014: Zwei mitten im Leben
- 2015: Friesland – Familiengeheimnisse (Fernsehreihe)
- 2015: Weissensee (Fernsehserie, 4 Folgen)
- 2015: Bridge of Spies – Der Unterhändler (Bridge of Spies)
- 2016: Die Spezialisten – Im Namen der Opfer (Fernsehserie, Folge Die Mädchen aus Ost-Berlin)
- 2016: Donna Leon – Das goldene Ei (Fernsehreihe)
- 2016: Fallada – Im Rausch des Schreibens (Fernseh-Dokudrama)
- 2017: Tatort – Fangschuss
- 2017: Der Kommissar und das Kind (Fernsehfilm)
- 2018: Spätwerk
- 2019: Marie Brand und das Spiel mit dem Glück (Fernsehreihe)
- 2019: Helen Dorn: Nach dem Sturm (Fernsehreihe)
- 2020: In aller Freundschaft – Die jungen Ärzte (Fernsehserie, Folge Missverständnisse)
- 2020: Die Chefin (Fernsehserie, Folge Geschwister)
- 2020: Der Kommissar und die Wut (Fernsehfilm)
- 2021: Erzgebirgskrimi – Der Tote im Burggraben (Fernsehreihe)
- 2023: Lena Lorenz: Schicksalsschlag (Fernsehreihe)
- 2024: Blutige Anfänger: Pferdeflüsterer (Fernsehreihe)
- 2024: Der Kommissar und die Angst
- 2024: Die Ermittlung